# Die sieben Töchter der Frau Gyurkovics
Die sieben Töchter der Frau Gyurkovics ist der Titel einer stummen Filmkomödie, die Ragnar Hyltén-Cavallius 1926 nach einem Drehbuch realisierte, das Paul Merzbach nach einer literarischen Vorlage von Ferenc Herczeg geschrieben hat. Der Film war eine deutsch-schwedische Coproduktion der AB Isepa (Stockholm) mit der Universum Film AG UFA (Berlin).

## Handlung
„Eine höchst vergnügliche Verwechslungskomödie über einen Frauenhelden, der unter falscher Identität aufs Land zur Tante seines besten Freundes fährt, um dort mit einer ihrer Töchter verheiratet zu werden. Doch es kommt natürlich alles ganz anders als erwartet.“
„Unter dem Namen eines Freundes begibt sich der Herzensbrecher Graf Horkay zur Brautschau aufs Land. Auf der Zugfahrt lernt er Mizzi, die junge Tochter Gyurkovics kennen, die sich als nymphomanische Gräfin Hohenstein ausgibt. Als die vermeintliche Gräfin von der echten Familie Hohenstein hinter Schloss und Riegel gebracht wird, startet Horkay, verkleidet als Dienstmädchen, eine Befreiungsaktion.“

## Hintergrund
Die sieben Töchter der Frau Gyurkovics wurde in Berlin und in Ungarn mit schwedischen, deutschen, britischen und russischen Schauspielern gedreht. Vorlage für das Manuskript von Paul Merzbach war die 1893 erschienene Erzählung A Gyurkovics lányok von Ferenc Herczeg. Die Filmbauten errichtete Vilhelm Bryde. An der Kamera stand Carl Hoffmann, der zusammen mit Regisseur Ragnar Hyltén-Cavallius den Film auch schnitt.
Die Illustrationsmusik komponierte und dirigierte Werner Richard Heymann.
Der Film lag der Reichsfilmzensur am 20. Dezember 1926 in einer Länge von 2563 m vor und wurde unter der Zensur-Nr. B.15326 mit Jugendverbot belegt. Die deutsche Erstaufführung fand am 13. April 1927 in Berlin im Lichtspieltheater UT Kurfürstendamm statt.
Der Zensur in Schweden wurde er ebenfalls am 20. Dezember 1926 vorgelegt und erhielt die Zensur-Nr. cnr. 38.242. In Schweden wurde er am 26. Dezember 1926 im Kino “Röda Kvarn” zu Stockholm uraufgeführt.
Die sieben Töchter der Frau Gyurkovics wurde außer in Deutschland und Schweden auch in Dänemark, Frankreich, Italien, Portugal, Griechenland und in den USA gezeigt, dort als A Sister of Six.

## Rezeption
Die Lichtbild-Bühne schrieb am 16. April 1927 über den Film:

„Ein Schwedenfilm voll photographischer und darstellerischer Kultur, heiter, nie stürmisch, aber immer amüsant. Die deutschen Schauspieler fügen sich vortrefflich ein-und selbst die Budapester Atmosphäre hebt den Nationalcharakter nicht auf. Das Manuskript ist von Dr. Paul Merzbach mit einer bemerkenswerten Klarheit geschrieben. Es sind wirklich alle Pointen herausgeholt, die den Roman von Herczeg amüsant machen. Die Regie führt Ragnar Hyltén-Cavallius, und er führt sie in bester schwedischer Tradition. Alles ist klar und durchsichtig, alle Geschmacklosigkeiten und Brutalitäten, zu denen der Stoff reizt, sind sorgfältig vermieden. Mit bemerkenswerter Kultur ist ein Regiestil durchgehalten, der auch verwöhnten Ansprüchen diesen Schwank mundgerecht machen wird.“

Die Darstellerin der Mizzi, die britische Schauspielerin Betty Balfour, wurde für ihre Schauspielkunst gelobt:

„Die Heldin, die freche, abenteuerlustige, mädelhafte Mizzi ist bei Betty Balfour in guten Händen. Sie ist süß und wagemutig und mit bestem Humor bei der Sache.“

Der österreichische Schriftsteller Hugo Bettauer, Verfasser der Drehbücher zu den Filmen Die Stadt ohne Juden (1924) und Die freudlose Gasse (1925), besprach den Film 1927 in seiner Wochenschrift.
Der Film wurde 2016 bei den Internationalen Stummfilmtagen in Bonn (32. Bonner Sommerkino 11.–21. August 2016) gezeigt, der Kinopianist Richard Siedhoff aus Weimar begleitete die Aufführung.